# Movement Magic (Álbum)
Movement Magic es el primer álbum grabado por la cantante y actriz Aso Natsuko, fue lanzado al mercado el 4 de agosto de 2010 con la versión CD y CD+DVD, producido por la compañía japonesa Lantis. Para la canción Movement Magic se creó un video, además de los sencillos incluidos en el CD+DVD.

## CD Lista de canciones
1. Programming for non-ficton
2. style
3. Your Tre Story
4. Brand new world
5. Music for science•magic
6. Steady~Steady
7. Teardrop of Rain
8. Everyday sunshine line!
9. Perfect-area complete!
10. Shinkyoku wa Uchuu Cafe Nite (新曲は宇宙カフェにて)
11. Dear my fortune
12. Movement of magic
13. Brand new world(Real world experience Remix)
14. Programming for non-fiction(Another Diary Remix)

## CD+DVD Lista de canciones
1. Movement of magic (MUSIC VIDEO)
2. Brand new world (MUSIC VIDEO)
3. Programming for non-fiction (MUSIC VIDEO)
4. Perfect-area complete (MUSIC VIDEO)
5. Everyday sunshine line (MUSIC VIDEO)
6. Programming for non-fiction (LIVE CLIP)
7. Everyday sunshine line! (LIVE CLIP)
8. Perfect-area complete! (LIVE CLIP)
9. Teardrop of Rain (acompañamiento de piano) (LIVE CLIP)

## Oricon Tabla de Posiciones
| Lun | Mar | Mie | Jue | Vie | Sat | Dom | rango de sem | ventas |
| --- | --- | --- | --- | --- | --- | --- | ------------ | ------ |
| -   | -   | -   | -   | -   | -   | -   | 109          | 1,338  |

Total de ventas reportadas: 1,338
Costo:
¥3,400 (CD+DVD)
¥3,000 (solo CD)

## Links Internos
1. 1 2  https://web.archive.org/web/20111118011146/http://official.stardust.co.jp/natsukoaso/disc.html
2. ↑  http://www.youtube.com/watch?v=1cAY4hW-ljA
3. ↑  http://www.oricon.co.jp/prof/artist/440510/products/music/874998/1/